# 親親小魔女
《親親小魔女》（日语：りりむキッス）是河下水希於集英社《週刊少年Jump》2000年48號至2001年21、22合併號間連載的戀愛喜劇題材日本漫畫。單行本出版兩集，中文版由大然出版社發行。

## 概要
於《週刊少年Jump》2000年19號連載單篇短篇，而後開始連載。
作品為典型的戀愛喜劇，不過有加入一些少女漫畫的要素。以無法直率表達感情的貴也與不知戀愛為何物的莉莉姆兩人關係為主軸，有時充滿色氣，有時搞笑，也有嚴肅的場面。

## 作品簡介
以打架聞名的硬派高中生齊木貴也，某天在路上撿到用途不明的項墜。拔出項墜上瓶子的瓶蓋後，出現了謎般的美少女。少女的真實身分是吸取男性生氣維生的夢魔莉莉姆。自此，貴也開始過著被她耍得團團轉的每一天。

## 登場人物
齊木 貴也
本作主角。外表美型，總是擺出一付冷酷的樣子，實際卻不是如此。很容易和別人吵架。不只擅長打架，成績也很優秀。
莉莉姆
本作女主角。
靠著春夢或者是現實中的接吻吸取男性精氣維生的低級惡魔（對女性也有效）。背上長著一對翅膀，能夠在天空飛行。性格直率、天真爛漫。不了解人類的戀愛情感。莉莉姆原本是種族名稱，還有其他個體存在。F罩杯。
似乎很適合和貴也接吻，一次接吻可以維持兩天。也曾和美羽接吻，但不知道是美羽本人或是女性的關係而相當難吃。此外，接吻也能當作自衛手段。
莉莉姆的設定來源為神話裡的夢魔莉莉絲的女兒莉莉姆。
小島
和貴也同年級的學生。神秘學狂熱分子，很早就注意到莉莉絲的真面目。個性含蓄，喜歡說話，常擔任解說角色。
松田
貴也的朋友。留著長髮，外表雖然不及貴也但也算長得不錯。個性十分現實。
白井 美羽
就讀聖森學院的女高中生，財團千金。路上遇到搶劫時被貴也所救，從此對他一見鍾情。外表可愛而十分受歡迎，實際上卻相當自我中心，視莉莉姆為對手，企圖把她趕走。對貧乳感到自卑。
洽比
美羽別墅的管理員的孫子。長相美型卻是個自戀狂。後來在白井家擔任傭人。洽比是以前美羽養的狗，因為長得和他很像而稱呼他洽比，直到最後都沒出現本名。擅長做料理。
前輩
在作品中串場的夢魔。年紀比莉莉姆大，充滿成熟魅力。勸貴也不要和莉莉姆談戀愛，並告訴莉莉姆夢魔和人類之間只是各取所需後離開。

小島為了招喚夢魔不小心招喚出的飛龍，被封印在莉莉姆的項墜並解放出來後的型態。外表可愛，生氣時會變硬並以原本的威力大肆破壞。因為叫聲為而被莉莉姆取這個名字。十分親近莉莉姆，卻不接近貴也。喜歡容易消化的食物。
相馬 雪彥
慶葉高校的學生。以前和貴也一樣把莉莉姆解放出來並和她同住。喜歡莉莉姆，對她無法忘懷而突然出現在齊木家，企圖搶回莉莉姆。

## 出版書籍
| 卷數 | 集英社       | 集英社                 | 東立出版      | 東立出版               |
| ---- | ------------ | ---------------------- | ------------- | ---------------------- |
| 1    | 2001年5月1日 | ISBN 978-4-08-873116-6 | 2011年7月20日 | ISBN 978-986-10-7331-6 |
| 2    | 2001年7月4日 | ISBN 978-4-08-873137-9 | 2011年7月20日 | ISBN 978-986-10-7332-3 |